# Бернатович (герб)
Бернатович (пол. Bernatowicz) — шляхетський герб, різновид герба Сухекомнати з нобілітації.

## Опис герба
У червоному полі чорний мисливський ріжок з такою ж мотузкою і золотим оздобленням, та золотим хрестом на мотузці. В клейноді п'ять пір'їн страуса. Намет червоний, підбитий золотом.
Отже, герб відрізняється від гербу Сухекомнати тільки кольором шнура і кількістю пір'я в клейноді.

## Найбільш ранні згадки
Наданий в 1676 році, разом з прізвищем Бернацький, Бернарду Кшиштофу Бернатовичу за військові заслуги.

## Роди
Бернатовичі (Bernatowicz), Бернацькі (Bernacki).